# Vierge à l'Enfant avec les saints Ignace d'Antioche et Onuphre

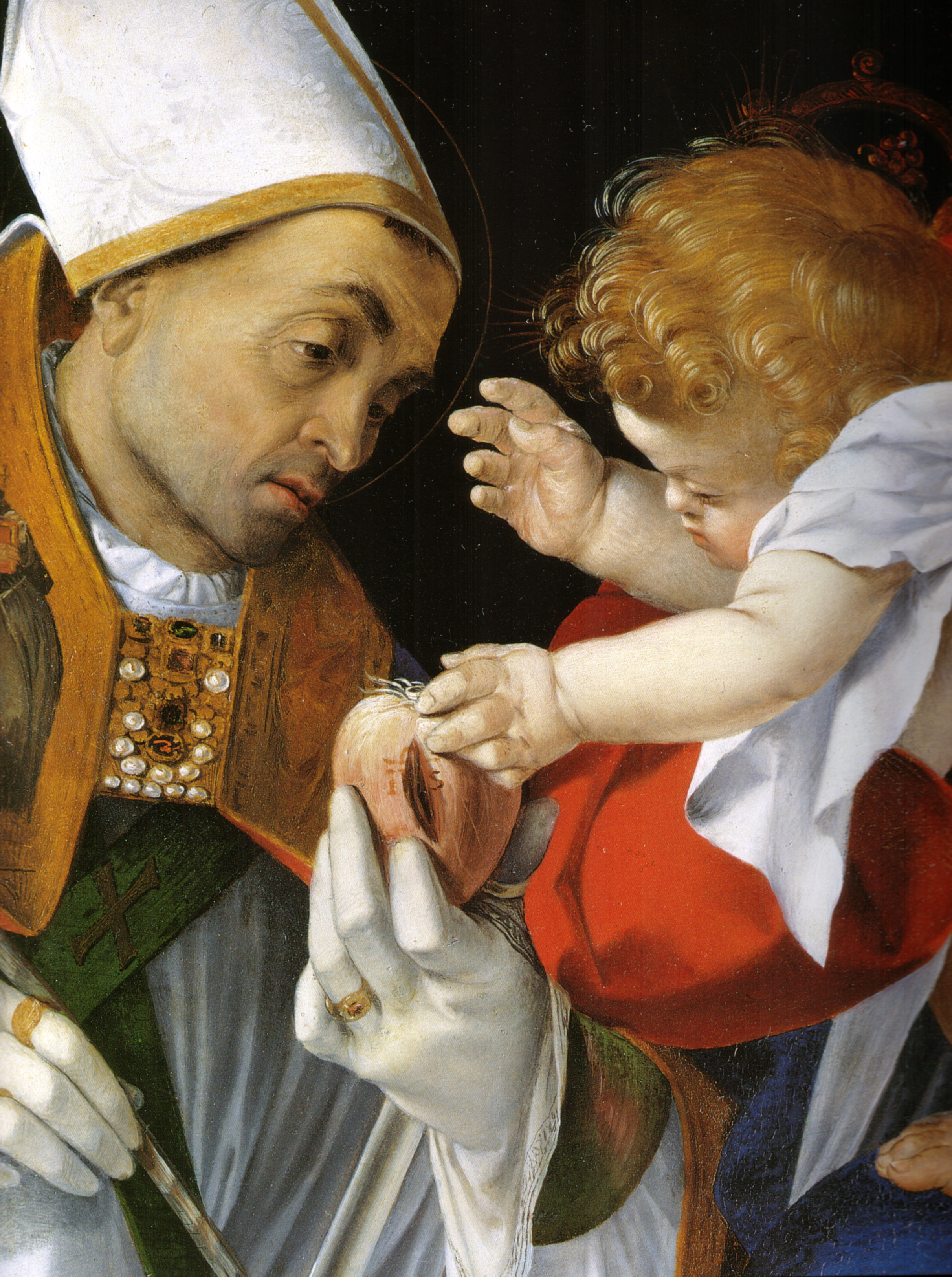
Détail.

La Vierge à l'Enfant avec les saints Ignace d'Antioche et Onuphre est une peinture à l'huile sur panneau de bois de 53 × 67 cm réalisée par Lorenzo Lotto, artiste de la Renaissance vénitienne. Elle est datée de 1508 et signée en haut « Laurent Lotus MD VIII », et conservée à la Galerie Borghèse de Rome.

## Histoire
L'œuvre a été peinte l'année où Lotto a terminé le  polyptyque de Recanati, puis a déménagé à Rome. Malheureusement, la reconstitution documentaire n'a pas encore permis de savoir si elle a été peinte alors qu'il se trouvait encore dans les Marches ou déjà à Rome.
Les premières informations sur le panneau remontent à 1693, alors qu'il se trouve dans la collection Borghèse. Il appartenait probablement à la collection du cardinal Scipione Caffarelli-Borghese, faisant partie desdits « biens libres ». Il n'entre dans la collection fidéicommissaire qu'en 1902, quand l'État italien en devient l'acquéreur.

## Description et style
Le schéma est typique d'une Conversation sacrée avec des demi-figures sur fond sombre, où la Vierge à l'Enfant est représentée au centre entre deux saints, largement utilisé par Giovanni Bellini et d'autres peintres vénitiens.
La Vierge, au regard pensif, tient dans ses bras l'Enfant corpulent qui, essayant de se libérer, tend la main vers le saint évêque de gauche, identifié comme martyr par la présence de la palme dans sa main droite, qui lui montre un cœur. L'identité de ce personnage n'est pas certaine. Il fut initialement interprété comme saint Flavien, évêque et patron de Recanati, qui offre à Jésus un cœur transpercé pour préfigurer sa future Passion. Plus récemment, on a émis l'hypothèse qu'il s'agissait de saint Ignace d'Antioche, très vénéré à Rome, qui, selon la légende, eut le cœur ouvert après sa mort, dont le nom de Jésus sortit en lettres d'or. En regardant le détail du tableau, on remarque en effet qu'au-dessus de la coupe sur le cœur se trouve le monogramme YHS.
L'ermite légendaire du IVe siècle saint Onuphre est représenté à droite, dont la physionomie chauve et barbue s'inspire du « scribe » du Jésus parmi les docteurs d'Albrecht Dürer, panneau peint à Venise en 1506. L'asymétrie vive, la dureté marquée des contours, l'intensité ardente des couleurs aux tonalités froides de l'œuvre font également référence à Dürer, tout comme la manière de créer le drapé, non plus tendu comme le papier froissé des œuvres précédentes, mais doux et densément coloré.

## Analyse
Cette œuvre montre le ton antihéroïque et extrêmement humain qui caractérise la peinture de l'artiste par rapport aux expériences vénitiennes de son époque.